# Elateriformia
Az Elateriformia a rovarok (Insecta) osztályába, ezen belül a bogarak (Coleoptera) rendjébe és a mindenevő bogarak (Polyphaga) alrendjébe tartozó alrendág.

## Rendszerezés
Az alrendágba az alábbi öregcsaládok és családok tartoznak:
- Díszbogárszerűek (Buprestoidea)
  - Díszbogárfélék (Buprestidae) (Leach, 1815)
  - Áldíszbogárfélék (Schizopodidae) (LeConte, 1859)

- Labdacsbogárszerűek (Byrrhoidea)
  - Labdacsbogárfélék (Byrrhidae) (Latreille, 1804)
  - Callirhipidae (Emden, 1924)
  - Chelonariidae (Blanchard, 1845)
  - Cneoglossidae (Champion, 1897)
  - Fülescsápúbogár-félék (Dryopidae) (Billberg, 1820)
  - Karmosbogárfélék (Elmidae) (Curtis, 1830)
  - Eulichadidae (Crowson, 1973)
  - Iszapbogárfélék (Heteroceridae) (MacLeay, 1825)
  - Partibogárfélék (Limnichidae) (Erichson, 1846)
  - Lutrochidae (Kasap and Crowson, 1975)
  - Vízifillérfélék (Psephenidae) (Lacordaire, 1854)
  - Ptilodactylidae (Laporte, 1836)

- Ernyősrétbogár-szerűek (Dascilloidea)
  - Ernyősrétbogár-félék (Dascillidae) (Guérin-Méneville, 1843)
  - Cédrusbogárfélék (Rhipiceridae) (Latreille, 1834)

- Pattanóbogár-szerűek (Elateroidea)
  - Artematopodidae (Lacordaire, 1857)
  - Brachypsectridae (LeConte and Horn, 1883)
  - Lágybogárfélék (Cantharidae) (Imhoff, 1856)
  - Álpattanóbogár-félék (Cerophytidae) (Latreille, 1834)
  - Csigabogárfélék (Drilidae) (Blanchard, 1845)
  - Pattanóbogár-félék (Elateridae) (Leach, 1815)
  - Tövisnyakúbogár-félék (Eucnemidae) (Eschscholtz, 1829)
  - Szentjánosbogár-félék (Lampyridae) (Latreille, 1817)
  - Hajnalbogárfélék (Lycidae) (Laporte, 1836)
  - Álhajnalbogár-félék (Omalisidae) (Lacordaire, 1857)
  - Omethidae (LeConte, 1861)
  - Parázsbogárfélék (Phengodidae) (LeConte, 1861)
  - Plastoceridae (Crowson, 1972)
  - Rhagophthalmidae (Olivier, 1907)
  - Telegeusidae ( Leng, 1920)
  - Merevbogárfélék (Throscidae) (Laporte, 1840)

- Rétbogárszerűek (Scirtoidea)
  - Pöttömbogárfélék (Clambidae) (Fischer, 1821)
  - Decliniidae (Nikitsky, Lawrence, Kirejtshuk and Gratshev, 1994)
  - Álmarókafélék (Eucinetidae) (Lacordaire, 1857)
  - Rétbogárfélék (Scirtidae) (Fleming, 1821)
- Öregcsaládokba nem sorolt családok:
  - Podabrocephalidae (Pic, 1930)
  - Rhinorhipidae (Lawrence, 1988)